# Горно Дряново
Го̀рно Дря̀ново е село в Югозападна България. То се намира в община Гърмен, област Благоевград.

## География
Горно Дряново е планинско село, разположено в Югозападните Родопи на 18 километра от град Гоце Делчев, между селата Ковачевица (намира се на 5 km северно) и Лещен (на 2 km южно). До Гоце Делчев има автобус.

## История
В списък на селищата и броя на немюсюлманските домакинства във вилаета Неврокоп от 13 март 1660 година село Горно Дряново (Диранова-и баля, на османски турски: ديــرﺭﺍـنــوﻩﺀ بـﺍﻻ) е посочено като село, в което живеят 8 немюсюлмански семейства.
В XIX век Горно Дряново е мюсюлманско село в Неврокопска каза на Османската империя. В „Етнография на вилаетите Адрианопол, Монастир и Салоника“, издадена в Константинопол в 1878 година и отразяваща статистиката на населението от 1873 година, Горне Дряново (Gorne-drianovo) е посочено като село с 40 домакинства и 100 жители помаци.
В 1891 година Георги Стрезов пише за селото:
| „ | Горно Дряново, помашко село отвъд Канина, на разстояние 1/2 час от Ковачовица към И. Токо речи всички са кираджии с коне. Къщи 50, помаци. | “ |

Съгласно статистиката на Васил Кънчов („Македония. Етнография и статистика“) към 1900 година Горно Дряново е българо-мохамеданско селище. В него живеят 300 българи-мохамедани в 45 къщи.. Според Стефан Веркович към края на XIX век Горно Дряново има мюсюлманско мъжко население 133 души, което живее в 40 къщи.

## Население

### Етнически състав
Преброяване на населението през 2011 г.
Численост и дял на етническите групи според преброяването на населението през 2011 г.:
|                     | Численост |
| Общо                | 1009      |
| Българи             | 920       |
| Турци               | 12        |
| Цигани              | -         |
| Други               | 24        |
| Не се самоопределят | 43        |
| Неотговорили        | 10        |

## Икономика
Населението на Горно Дряново се препитава от тютюнопроизводство, събиране на диворастящи билки, гъби, дърводобив, дървопреработка и шивашка дейност.
В селото има и зъболекарски кабинет.
Голяма част от местното население ходи на гурбет в съседна Гърция, където обработва тютюн.
На територията на Горно Дряново има 25 търговски обекта, които обслужват населението. От селото има и служители, които работят в лесничейството „Беслет“ в село Гърмен.
В селото влиза вода от пет водоизточника, които задоволяват 80% от нуждите на населението от питейна вода и вода за битови нужди. Прави се ново водохващане от Черна река, което ще се включи в селската водопроводна мрежа. Пътя до селото е асфалтиран от село Гърмен до селата Лещен, Горно Дряново и Ковачевица. В селото е изградена канализация за оттичане на 75% от мръсните води.

### Местни лица, които са били кметове
- Абди Низамов
- Абди Мехмедали Ходжа
- Ибраим Айрулов Ходжов
- Абдураим Рамаданов Бакиев
- Шукри Изеров Пингов
- Шукри Алиев Пендев
- Сюлеиман Мурадов Османчев
- Емил Захариев Шарков
- Шукри Морадов Османчев
- Мехмедали Хаджиев

## Обществени институции
- Кметство
- Основно училище „Св. Паисий Хилендарски“
- Централна детска градина
- Пощенска станция
- Читалище
- Здравна служба

## Природни забележителности
- Край Горно Дряново са открити останките на антична крепост.[11]
- На 1 километър северно от Горно Дряново се намира Градишката скала – висока 60 метра, върху която някога е имало постройка, в чиито основи и днес се намират римски монети.
- На 2 километра на северозапад от селото се намира водопадът Буков дол със забележителна девствена природа.

## Редовни събития
От 1986 г. в селото се въведе традиция да се чества празникът на Горно Дряново. Празникът се провежда през втората седмица на месец април. На празника местното население спира всякаква работа. На този ден се посрещат гости от съседните села, слушат се литературни и музикални програми на самодейни колективи от селото и съседите села, провеждат се спортни състезания – майсторско управление на велосипед, кушия, футболни срещи и други.